# ۴۹۷ (قمری)
۴۹۷ (قمری)، چهارصد و نود و هفتمین سال در گاهشماری هجری قمری است. اول محرم این سال برابر با دوازدهم اکتبر سال ۱۱۰۳ میلادی است.